# Gilberte H. Dallas
Gilberte H. Dallas (1918–1960), su nombre real era Gilberte Herschtel, fue una poeta francesa. Su madre murió cuándo Gilberte tenía tan sólo siete meses; su padre, un joyero parisiense, murió de tuberculosis cuándo Gilberte tenía doce años. Esta pérdida fue muy impactante para ella.
A la edad de diez años Gilberte navegó a mar abierto en una pequeña barca, intentando así encontrar a su madre en la infinidad, por lo que estuvo a punto de morir. Además de escribir fue pintora, pero sus pinturas fueron perdidas por un comerciante de arte. Pasó la Segunda Guerra Mundial en Suiza junto a su prometido, pero después de que él la dejara, ella fue internada. Trabajó como actriz en Niza y Mónaco. Después de la guerra, viajó a través de Oceanía.
Murió de cáncer. Está considerada una de los poetas malditos más importantes de la Francia de la postguerra.

## Poesía
- Alphabet de soleils, Alfabeto de soles - su único libro.